# Opatowski
Opatowski là một huyện thuộc tỉnh Świętokrzyskie của Ba Lan. Huyện có diện tích 911 km². Đến ngày 1 tháng 1 năm 2011, dân số của huyện là 55114 người và mật độ 61 người/km².